# Patinação artística nos Jogos Olímpicos de Inverno de 1924
O programa da patinação artística nos Jogos Olímpicos de Inverno de 1924 consistiu de três provas: individual masculina, individual feminina e duplas.

## Medalhistas
| Evento                        | Ouro                                       | Prata                                             | Bronze                               |
| ----------------------------- | ------------------------------------------ | ------------------------------------------------- | ------------------------------------ |
| Individual masculino detalhes | Gillis Grafström SWE Suécia                | Willy Böckl AUT Áustria                           | Georges Gautschi SUI Suíça           |
| Individual feminino detalhes  | Herma Szabo AUT Áustria                    | Beatrix Loughran USA Estados Unidos               | Ethel Muckelt GBR Grã-Bretanha       |
| Duplas detalhes               | Helene Engelmann Alfred Berger AUT Áustria | Ludowika Jakobsson Walter Jakobsson FIN Finlândia | Andrée Joly Pierre Brunet FRA França |

## Quadro de medalhas
| Ordem | País               | Medalha de ouro | Medalha de prata | Medalha de bronze |   |
| ----- | ------------------ | --------------- | ---------------- | ----------------- | - |
| 1     | AUT Áustria        | 2               | 1                |                   | 3 |
| 2     | SWE Suécia         | 1               |                  |                   | 1 |
| 3     | USA Estados Unidos |                 | 1                |                   | 1 |
| 3     | FIN Finlândia      |                 | 1                |                   | 1 |
| 5     | FRA França         |                 |                  | 1                 | 1 |
| 5     | GBR Grã-Bretanha   |                 |                  | 1                 | 1 |
| 5     | SUI Suíça          |                 |                  | 1                 | 1 |
| TOTAL | TOTAL              | 3               | 3                | 3                 | 9 |